# همسر برادرت
همسر برادرت (انگلیسی: Your Brother's Wife) یک فیلم صامت به کارگردانی فرانتس اکشتاین است که در سال ۱۹۲۱ منتشر شد.